# Episodi di Alphas (prima stagione)
La prima stagione della serie televisiva Alphas, composta da 11 episodi, è stata trasmessa negli Stati Uniti dal canale via cavo Syfy dall'11 luglio al 26 settembre 2011. Nel quinto episodio è stato realizzato un crossover con la serie televisiva Warehouse 13, con la breve apparizione come guest star di Lindsay Wagner.
Nella distribuzione internazionale della serie, l'episodio pilota, dalla durata doppia di circa 90 minuti, è stato diviso in due parti. In Italia, gli episodi sono stati trasmessi dal 17 maggio al 21 giugno 2012 su Rai 4, senza l'indicazione dei titoli italiani.
| nº | Titolo                              | Prima TV USA      | Prima TV Italia |
| -- | ----------------------------------- | ----------------- | --------------- |
| 1  | Pilot                               | 11 luglio 2011    | 17 maggio 2012  |
| 2  | Cause & Effect                      | 18 luglio 2011    | 24 maggio 2012  |
| 3  | Anger Management                    | 25 luglio 2011    | 24 maggio 2012  |
| 4  | Rosetta                             | 1º agosto 2011    | 31 maggio 2012  |
| 5  | Never Let Me Go                     | 8 agosto 2011     | 31 maggio 2012  |
| 6  | Bill and Gary's Excellent Adventure | 15 agosto 2011    | 7 giugno 2012   |
| 7  | Catch and Release                   | 22 agosto 2011    | 7 giugno 2012   |
| 8  | A Short Time in Paradise            | 29 agosto 2011    | 14 giugno 2012  |
| 9  | Blind Spot                          | 12 settembre 2011 | 14 giugno 2012  |
| 10 | The Unusual Suspects                | 19 settembre 2011 | 21 giugno 2012  |
| 11 | Original Sin                        | 26 settembre 2011 | 21 giugno 2012  |

## Pilot
- Titolo originale: Pilot
- Diretto da: Jack Bender
- Scritto da: Zak Penn e Michael Karnow

### Trama
Cinque persone comuni, ma dotate di straordinarie abilità, sono arruolate in un corpo investigativo segreto, sotto la guida del neuropsichiatra Lee Rosen. Cameron, ex giocatore di baseball, ed ex cecchino, fa il commesso in un negozio di alimentari, ed è dotato di coordinazione mano/occhio. Un giorno viene manipolato da un uomo, dotato anch'egli di poteri, per fargli uccidere un prigioniero dell'FBI. Grazie alla sua abilità, riesce a centrare qualunque cosa voglia in pochi secondi, ed è così che, da una lunga distanza, riesce a colpire il suo bersaglio e ad ucciderlo, per poi dimenticarsi tutto. Sulle sue tracce si mette il gruppo di Rosen, composto da Bill, dotato di una forza straordinaria; Nina, capace di controllare la volontà delle persone, anche se per poco tempo; Rachel, che può acuire tutti i suoi sensi, e Gary, un ragazzo con dei problemi mentali, in grado di vedere e manipolare le onde elettromagnetiche di qualsiasi entità. Dopo varie ricerche riescono a rintracciare Cameron, che riesce a scappare ma, grazie alle abilità di Nina, viene catturato. Appurato che la sua mente è stata manipolata, Rosen convince l'agente dell'FBI Wilson a non arrestarlo e a lasciarglielo in custodia, facendolo entrare nella squadra. Grazie a lui, riescono a rintracciare l'uomo che l'ha indotto ad uccidere, soprannominato “il fantasma” per la sua abilità a sparire, ma, dopo aver fatto passare un cameriere per lui e facendolo suicidare, scappa sotto i loro occhi. Cameron vuole la sua vendetta per essere stato manipolato e, credendo di più nelle sue riscoperte abilità, riuscirà a risolvere la situazione.

## Cause & Effect
- Titolo originale: Cause & Effect
- Diretto da: Constantine Makris
- Scritto da: Julie Siege

### Trama
L'episodio si apre con un uomo ammanettato in ambulanza che, tramite le sue capacità, riesce a causare un incidente e a scappare. Intanto il team cambia uffici, con relativi problemi e disagi. Il dottor Sing chiama Rosen, che lo raggiunge sul luogo dell'incidente. Il fuggiasco era un ex paziente di Rosen, Markus Ayers, in grado di calcolare la reazione causa/effetto delle cose. Il team comincia a fare ricerche sull'uomo, mentre Rosen rievoca nella mente momenti del suo passato e riesce così a trovare Markus, ma non si accorge di essere seguito da alcuni agenti della DOD, e da Nathan Clays. Alcuni di loro rimangono uccisi dalla caduta di un'impalcatura, causata da Markus, permettendo a quest'ultimo di scappare. Alla squadra viene affiancata una donna, la sig.ina Sullivan. Rosen, Sing e la Sullivan si incontrano in un locale, e Rosen chiede a Sing se quello che gli ha riferito Markus è vero, che a Binghaton sta succedendo qualcosa, ma soprattutto per quale motivo lo stavano trasferendo. Sing gli spiega che lo stavano portando in ospedale per farlo operare al cervello, in modo da togliergli le sue capacità. Rosen non è d'accordo, e Sing se ne va, ma appena fuori dal locale, Markus lo uccide. Il team lo rintraccia e, sapendo che Markus è un patito di scacchi, pensa che la sua prossima mossa sia quella di uccidere Nathan, ma in realtà, l'uomo puntava a Rosen e, dopo averlo preso, si dirige su un ponte. Nathan e la squadra di Raven arrivano sul posto e Nathan gli spara facendolo precipitare giù dal ponte. Dopo 18 ore di ricerche, il corpo non viene ritrovato. Rosen parla con la Sullivan e le chiede se gli “Alphas”, come riferitogli da Markus, non vengano considerati come “un problema fuori dal contesto”.

## Anger Management
- Titolo originale: Anger Management
- Diretto da: Nick Copus
- Scritto da: Ira Steven Behr e Robert Hewitt Wolfe

### Trama
Metropolitana, un ragazzo e una ragazza litigano e in pochi istanti scoppia l'inferno, tutti picchiano tutti e qualcuno spara. Il team si reca sul posto per indagare. L'agente Wilson, del dipartimento della sicurezza nazionale, arriva sul posto. In altri quattro luoghi si è verificata la stessa cosa, ma non sono arrivati a niente. Si tratta di un Alpha con i poteri delle formiche rosse, che sono in grado di produrre feromoni che inducono chiunque ne venga a contatto all'aggressività. Nina rintraccia la ragazza Alpha, si tratta di Tracy Bomon. Bill e Cameron la vanno a cercare. Gary trova la ragazza e chiama Rosen, che riunisce il team e la vanno a prendere. Ad un certo punto, tra la folla, la perdono di vista così, Rosen, è costretto a chiamare di nuovo Gary che li aiuta di nuovo rintracciando la ragazza. La vedono entrare in un ostello, e la gente comincia a dare di matto a causa dei feromoni. La ragazza è quella della metro, e scappa inseguita dal suo ragazzo che però viene bloccato e portato nel loro ufficio per essere interrogato. Il ragazzo si chiama Matthew Arley e dice che la ragazza non si chiama Tracy ma Alice, ed è sua sorella. Ha cambiato nome dopo essere scappata di casa a causa del padre che, anni prima, aveva ucciso la madre a suon di botte. Gli spiega che è l'unico in grado di fermarla, in quanto immune dai feromoni. Gary continua a sentire un fastidioso ronzio che lo innervosisce, ma nessuno gli dà ascolto. Matthew decide di collaborare con Rosen per ritrovare la sorella. Gary riesce a rintracciarla, ha appena comprato un biglietto dell'autobus per Chicago. Nel frattempo, l'agente Wilson arriva nell'ufficio di Rosen, intenzionato a catturare la ragazza per portarla a Binghaton. A quel punto il ragazzo impazzisce e comincia ad emettere spore, gli ha mentito tutto il tempo, in realtà la ragazza non è sua sorella e non ha nessuna colpa di quanto accaduto. Mentre tutti cominciano a perdere il controllo, Matthew tenta di scappare per raggiungere la ragazza. Wilson lo insegue, ma le porte dell'ascensore si chiudono prima che lui riesca ad arrivare. Dopo che il ragazzo se n'è andato, le cose si normalizzano, ma hanno un'amara sorpresa, l'agente che era con Wilson, lo ha barbaramente ucciso e sia lui che il team ne rimane sconvolto. Non stava simpatico a nessuno, ma non meritava certo una fine del genere. Nonostante tutto, devono rintracciare il ragazzo prima che combini altri guai. Bill sembra essere l'unico immune ai feromoni. Mette rintraccia Tracy alla stazione degli autobus, vuole scappare con lei, ma lei non ne vuole sapere più niente dopo ciò che ha fatto. Il team li raggiunge e Matthew, per scappare, libera i feromoni facendo impazzire tutti. Cameron salva Tracy dalla folla e la mette in salvo. Bill trova il ragazzo su un autobus e riesce a catturarlo, dopodiché, viene trasferito a Binghaton. Cameron sistema il problema del ronzio di Gary abbattendo un'antenna con la sua palla da baseball.

## Rosetta
- Titolo originale: Rosetta
- Diretto da: Karen Gaviola
- Scritto da: Zak Penn

### Trama
La squadra è sulle tracce di un pericolosissimo terrorista, Milos Kosar. L'FBI è pronta ad entrare in azione per catturarlo. Bill e Cameron aiutano gli agenti ad entrare nella casa dove l'uomo si trova con altre due persone. Kosar e un socio riescono a fuggire grazie a un black-out improvviso, uno rimane in casa, si tratta di una donna, Anna, che sembra non avere nessuna reazione, in quanto autistica. Fuggendo via in fretta e furia si sono lasciati dietro un computer e svariati documenti. Nina e Gary rimangono a casa con la ragazza mentre il team cerca indizi, e trovano un circuito per l'innesco di un dispositivo esplosivo. Anna cerca di comunicare con Gary che, grazie al suo dono, riesce a comunicare con la ragazza, che gli dice di essere in grado di aiutarli a trovare i terroristi. Scoprono che Anna è in grado di tradurre qualsiasi lingua anche lei è un “Alpha”. Rosen vuol farsi aiutare dalla ragazza a decifrare tutto il materiale che hanno trovato nel computer. Gary e Anna comunicano tramite esso. Bill trova un'informazione che li porta ad un'autocisterna della USDOT. Kosar ha piazzato gli esplosivi proprio sul mezzo dove si trovano. Il team si lancia all'inseguimento. Riescono a fermarlo, ma non è Kosar. Rachel vuole portare Gary da Rosen, ma il ragazzo si ribella a causa di quello che Anna gli ha detto. Rachel, dopo un'accesa discussione col ragazzo, se ne va. Gary si accorge che Anna gli ha mentito, gli ha dato apposta il numero sbagliato del mezzo che cercavano e scopre così che in realtà, i due uomini, prendono ordini proprio dalla ragazzo, che è a capo della “Red Flag”. Anna lo vuole convincere ad unirsi alla loro causa, che loro sono dalla parte del giusto, dato che lo stato li vuole tenere nascosti e vuol dar loro un farmaco per renderli sterili in modo da non generare più persone “Alpha”. Gary, però, è intenzionato a far rintracciare la cisterna prima che uccida degli innocenti. Nel frattempo, Kosar imbocca l'Hollywood Tunnel. Gary riesce a mandare un messaggio a Nina. Il team si dirige alla fabbrica dove viene prodotto il farmaco inibitore. Anna provoca una forte scarica elettromagnetica e manda in tilt Gary. Il team ha raggiunto l'autocisterna che è già entrata nel parcheggio della fabbrica. Kosar si lancia fuori dal mezzo ed essendo anche lui un “Alpha”, provoca un corto circuito all'auto di Bill, facendola fermare. Cameron riesce a colpire il socio di Kosar prima che egli possa premere il detonatore. Bill prova a fermarlo, ma Kosar ha la meglio e riesce a farsi saltare in aria con tutto il mezzo. Rachel e Rosen arrivano da Gary, il ragazzo sta bene, ma Anna non c'è più, è scappata. Tornato a casa, Gary riceve un messaggio di Anna. L'agente Sullivan, trova in rete un messaggio della “Red Flag”, dove minacciano nuovi attentati. Rosen mostra alla Sullivan un'immagine che dimostra che i membri della “Red Flag” non sono solo un gruppetto di sbandati ma un vero e proprio movimento sparso su tutta la nazione.

## Never Let Me Go
- Titolo originale: Never Let Me Go
- Diretto da: Jeffrey Hunt
- Scritto da: Jordan Rosenberg

### Trama
Quanti una ragazza sOra fanno parte a tutti gli effetti della “DCIS”. La Sullivan assegna un caso al tesono già tre. Rosen e Rachel si recano sul posto. Tutti gli abitanti sono terrorizzati da qualcosa. La dottoressa del luogo spiega a Rosen che tutte le vittime presentavano un alto tasso di cortisolo, l'ormone dello stress, andando ad influire sull'amigdala. Dopodiché, si recano dallo sceriffo per avere ulteriori informazioni. Dopo aver parlato con lui, vogliono far riesumare il corpo di un ragazzo, Chris, morto, secondo lo sceriffo, per un incidente d'auto. Chris voleva far parte della squadra di football, ma l'allenatore Zelansky non lo aveva ammesso. Rosen e Rachel, dopo aver parlato con la madre di Chris, Jessica, tornano dallo sceriffo, ma quando lo trovano sta morendo e tra le braccia di Rosen gli dice: “Avrei dovuto fermarli.” Bill, Nina, Gary e Cameron raggiungono Rosen dopo che Rachel ha avuto un malore. Anche il corpo dello sceriffo aveva un alto tasso di cortisolo. Il coach Zelansky è il primo sospettato. Alle domande di Bill, l'uomo si altera, ma l'intervento di Nina mette le cose a posto. Sembra non essere lui il colpevole. Gary trova David Barton, il giocatore di football ritenuto il possibile colpevole a causa del suo carattere violento, trovandosi così nei guai. Solo l'intervento di Cameron riesce a salvarlo da un pestaggio. David tenta la fuga, ma Cameron lo blocca e si accorge che anche lui presenta gli stessi sintomi delle altre vittima. Rosen lo fa portare in ospedale. Il corpo di Chris è stato riesumato, ma nelle carte c'è qualcosa che non va. Rosen scopre che c'è uno schema che accomuna tutte le vittime: la dipendenza da qualcosa, e poi l'astinenza. La dottoressa aiuta David ma, subito dopo, il ragazzo ha una crisi. Rachel torna a parlare con la madre di Chris. Bill e Cameron vanno sul luogo dell'incidente di Chris e notano che non ci sono segni di frenata sull'asfalto. Chris non ha avuto un incidente, si è suicidato. A David viene somministrata l'ossitocina e si stabilizza. Finalmente capiscono che l'Alpha che cercano è la madre di Chris. Rachel si sta confidando con la donna, quando riceve una telefonata dai colleghi a cui non risponde. Bill e Cameron arrivano a casa della donna, ma sia lei che Rachel non ci sono. Le due donne sono in auto. Gary prova a rintracciare le due donne tramite il telefono di Jessica. Ci riesce, ma Bill e Cameron finiscono fuori strada. La donna provava un profondo risentimento nei confronti delle sue vittime per il modo in cui trattavano il figlio, fino al punto di spingerlo a fare ciò che ha fatto. Jessica infetta Rachel e la lascia sulla strada, poi va dal coach Zelansky ad infettarlo. Rosen arriva da Rachel con l'ossitocina, che sembra non avere effetto, ma alla fine riescono a salvarla. Il team raggiunge Jessica a casa di Zelansky, lo salvano e arrestano la donna. Rosen mente alla Sullivan dicendole che le morti erano dovute ad avvelenamento. Jessica viene portata a Binghaton.
- Guest star: Lindsay Wagner (dott.ssa Vanessa Calder)

## Bill and Gary's Excellent Adventure
- Titolo originale: Bill and Gary's Excellent Adventure
- Diretto da: Leslie Libman
- Scritto da: Adam Levy

### Trama
Due ragazze, Sara e Lisa, vengono aggredite. La prima viene uccisa, l'altra rapita. Bill riguarda il video di quando aggredì un collega e venne sospesa dall'FBI, stanno valutando il suo reintegro. Bill sta inseguendo un giovane, Rachel e Gary cercano di raggiungerlo in auto mentre Cameron e Nina lo inseguono a piedi. Rachel lascia Gary in auto da solo, la polizia lo avvicina e poi lo arresta. Il resto del team prende il ragazza, Nina usa i suoi poteri e, con una chiavetta USB gli prendono dei dati dal “tablet”, dopodiché se ne vanno tutti come niente fosse. Bill va al 18º distretto a recuperare Gary, quando il ragazzo dice di avere informazioni sulla ragazza rapita, Lisa Collier, ma nessuno sembra dargli ascolto. Bill si convince a seguire la pista di Gary e si dirigono tra la Broadway e la Quarta dove, in un tombino, trovano un cellulare prepagato. Nina usa il suo potere per sbarazzarsi un poliziotto che crede che lei abbia ucciso una persona. Collier affida a Bill e Gary il compito di ritrovare la figlia, anche se un agente dell'FBI non è d'accordo. I rapitori litigano a causa del telefono, e attendono il riscatto. Rosen e Rachel cercano Bill e Gary al distretto. Intanto, Bill e Gary vanno da Alonso, un membro dei “Los Fundadores”, accusati del rapimento, per avere informazioni. Cameron va da Nina per scusarsi. I rapitori contattano il padre della ragazza e chiedono 10 milioni di dollari. Bill e Gary devono tornare al distretto per utilizzare il ripetitore, e Bill promette a Gary che, se riuscirà ad intercettare il cellulare dei rapitori, lo lascerà guidare. Gary lo trova, ma Bill non mantiene la promessa. Cameron vuole che Nina gli racconti la verità riguardo al poliziotto che la cercava. La ragazza frequentava un uomo e, un giorno, dopo aver litigato con lui, involontariamente lo ha indotto al suicidio. Cameron e Nina si baciano. Bill e Gary sono in un locale, quando Gary intercetta l'uomo del telefono e lo fa scappare. Provano ad inseguirlo, ma Gary si fa male e Bill è costretto a lasciarlo andare. Scoprono che i rapitori non hanno niente a che fare con i “Los Fundadores”, e il riscatto sale a 15 milioni di dollari. Bill e Gary vengono arrestati. Cameron e Nina vengono interrotti sul più bello da Rachel. Rosen chiama la Sullivan e, col suo aiuto, riesce a far uscire di prigione Bill e Gary. Uno dei rapitori uccide il socio per averli quasi fatti scoprire. Bill coinvolge il team per riuscire a salvare la ragazza. Gary trova il luogo della consegna dei soldi, lo zoo. Qualcosa non quadra. Il rapitore vuole uccidere la ragazzo dopo aver preso i soldi. Bill e Rachel tornano nel luogo del ritrovamento del cellulare, e in un appartamento, al numero 25, sentono una strano odore, ma non possono entrare, sulla porta c'è un dispositivo pronto a esplodere. Cameron riesce ad entrare dalla finestra e ad aprire la porta. Trovano il cadavere del socio. Bill manda un messaggio all'agente dell'FBI, Perkins, che ha i soldi in custodia avvertendolo che c'è un complice dei rapitori tra di loro, quando il team perde il segnale del GPS, ma Gary riesce a rintracciare l'auto dell'agente, ma quando arrivano, l'uomo è privo di sensi e l'agente Sara Nelson sta per scappare ma viene presa e, con il potere di Nina, la donna li conduce dalla ragazza. Sia lei che il suo complice vengono arrestati e la ragazza salvata. Il signor Collier offre a Bill il suo aiuto per tornare all'FBI, ma l'uomo decide di rimanere nel team. Bill fa finalmente guidare Gary.

## Catch and Release
- Titolo originale: Catch and Release
- Diretto da: Kevin Hooks
- Scritto da: Michael Karnow

### Trama
A Bushvick, nel New Jersey, un gruppo di uomini armati fa irruzione in un magazzino, ma una ragazza fugge facendo saltare tutto. La Sullivan e Rosen stanno cenando assieme. Bill discute con la moglie, lei vuole avere un figlio. Gary sta poco bene, o così è quello che la madre del ragazzo vuol far credere a Rosen, il quale, nel frattempo, non è contento della simpatia che sta nascendo tra Cameron e Nina. Il team si reca al magazzino per indagare e scoprono che apparteneva a Skylar Adams, una ragazza “alpha” in grado di costruire oggetti elettronici con tutto quello che le capita tra le mani. Nina riesce ad avere delle informazioni e il team la va a cercare in un mercato, ma viene intercettata prima dai cattivi, ma fortunatamente arrivano anche loro. La ragazza usa una sua invenzione e riesce a liberarsi di uno di loro, ma viene raggiunta dal team e portata in salvo alla DCIS. Rosen vorrebbe sapere da Skylar perché quegli uomini la vogliono uccidere, cerca di convincerla a farsi aiutare, ma lei si rifiuta di collaborare. Gary litiga con la madre, che non vuole che il figlio lavori più con Rosen e il team. Nel frattempo, Rosen vorrebbe lasciar andare la ragazza, ma la Sullivan, invece, vuole che sia portata a Binghaton e per questo ha contattato Clay. Rosen ha un diverbio con la Sullivan, quando il team riceve un messaggio da Gary che li informa che un commando di uomini sta arrivando alla DCIS, gli stessi che erano al mercato, che in realtà, sono agenti dell'NSI. Skylar riesce a metterli tutti fuori gioco con un'invenzione creata proprio sotto i loro occhi con materiali di fortuna. Nina litiga con Rosen. Skylar lavorava a dei progetti per la sicurezza, ed è accusata dal governo di passare questi ultimi alla Cina. Ma Rosen non vuole crederci. Skylar va da Nina e le due ragazze, insieme, si recano in un laboratorio, dove si trova “BOB”, un computer in grado di ritrovare chiunque nel mondo. Una guardia le cattura, ma Nina se ne libera subito. Skylar estrae il nucleo del computer e inserisce l'autodistruzione. Gary raggiunge il team al DCIS, ma trova solo un apparecchio di Skylar, con il quale trova la ragazza e Nina. Cameron, Rachel e Rosen arrivano al laboratorio, ma è troppo tardi, le due ragazze se ne sono già andate. Rosen riceve una telefonata da parte della madre di Gary che lo informa della fuga del figlio. Nina vorrebbe sapere da Skylar, con il suo potere, dove stanno andando, ma non ci riesce. Gary raggiunge le ragazze, e anche Rosen e il team stanno arrivando. Skylar fugge di nuovo, a bordo di un'auto rubata e va in una casa isolata fuori città, dove ci sono un uomo, suo zio, e una bambina, sua figlia Zoe, anche lei è un'alpha. La Sullivan continua a chiamare Rosen, ma lui non le risponde. Rosen vorrebbe consegnare Skylar e sua figlia alla Sullivan, ma Nina non è d'accordo. Dopo un po' arriva Clay, ma Rosen gli comunica che la ragazza è fuggita e non sa dov'è andata. Gary torna a casa e comunica alla madre che non andrà a lavorare con lo zio Alan, ma che continuerà a lavorare con la DCIS, anche se lei non è d'accordo. A Toronto, in Canada, Rosen e Nina raggiungono Skylar e la figlia. Skylar regala a Gary un cellulare da lei modificato per farsi perdonare d'averlo stordito. Rosen si fa dare da Skylar il nucleo, con il quale potrebbe rintracciare tutti gli “alpha”, ma lo getta a terra rompendolo in mille pezzi. Skylar manda un regalo ai ragazzi, una macchina del caffè computerizzata. Skylar e la figlia Zoe se ne vanno.

## A Short Time in Paradise
- Titolo originale: A Short Time in Paradise
- Diretto da: John Showalter
- Scritto da: Michael Chamoy

### Trama
Nel Tennessee è il 1980: un bambino, Jonas, porta in una chiesa un barile pieno di benzina che il padre rovescia e poi gli dà fuoco, ma il ragazzino scappa. Oggi: Bill suggerisce a Rosen di far frequentare al team un seminario di addestramento tattico. Cameron sta per perdere il figlio a causa dei suoi precedenti. Gary prova un apparecchio massaggia piedi regalatogli da Nina. Cameron decide di partecipare ad una riunione degli alcolisti anonimi. Viene invitato a parlare, ma prende la parola Jonas, diventato adulto. Un alpha che usa il suo potere che fa cadere le persone in una sorta di trance. Rachel va alla festa di fidanzamento della sorella accompagnata da Gary, in veste di suo fidanzato. Rachel si accorge che il padre sta poco bene, e insiste con lui perché si faccia visitare da un dottore, ma finisce col litigare con la madre che la invita ad andarsene. Cameron bacia Nina, e sembra molto diverso dopo la seduta, e decide di portare Nina a casa di Jonas, una specie di rifugio abitato da persone sottoposte al suo potere, tenta di scappare, ma viene fermata e soggiogata. Gary convince Rachel a parlare col padre. Cameron e Nina stanno coltivando la terra nella tenuta di Jonas, e sembrano felici, a tal punto da fare l'amore. Ma improvvisamente, un uomo si risveglia e si sente male, dopo poco muore. Rosen raggiunge Cameron e Nina, dove trova un bambino; Rosen viene portato da Jonas a visitare alcuni ammalati. Jonas vorrebbe mostrare il suo dono a Rosen, il quale però lo rifiuta e chiede di poter parlare con Cameron e Nina. Rosen li trova a letto insieme. Provano a spiegargli la connessione che hanno con la luce. Rosen prova ad usare il cellulare, ma non c'è segnale. Rosen scopre che la ghiandola craniale altera le loro cognizioni, e per questo tutto gli sembra meraviglioso. Rachel va dal padre per convincerlo a curarsi perché rischia di morire e insiste fino a convincerlo. Rosen vorrebbe andarsene, ma l'auto è stata manomessa. Cameron e Nina lo riportano indietro e lui assiste alla cremazione dei morti a causa del potere di Jonas. Bill chiede a Rachel e Gary dove sono tutti gli altri. Gary prova a rintracciarli, ma non riesce a causa della mancanza di segnale. Rosen prova a curare i malati con l'LDOP, ma non sembrano esserci risultati. Jonas spiega a Rosen che da bambino aiutava la gente a trovare la serenità, ma poi cominciarono ad ammalarsi e a morire. Uno dei pazienti si è ripreso, ma sembra non essere più connesso a Jonas. Rachel, Gary e Bill arrivano alla casa di Jonas. Bill entra e trova Rosen, che gli dice di andarsene, ma Nina usa il suo potere e lo porta da Jonas. Gary vuole andare da Bill. Il dipartimento della difesa sta arrivando perché pensano che il team sia tenuto in ostaggio. Rosen chiede a Jonas più tempo per curare tutte le persone malate, ma l'uomo si altera e se e va. È intenzionato a dar foco a tutto. Bill e Cameron lo aiutano a spargere la benzina. Rosen, nel frattempo, riesce a liberarsi, raggiunge Nina e le inietta la medicina che la fa tornare normale. Una volta libera, prende da Rosen delle siringhe col medicinale per liberare gli altri. Jonas usa il suo potere, ma Rosen gli spara uccidendolo. Tutti, improvvisamente, si riprendono. Rachel va dal padre, che le dice di avere il cancro, ma di averlo preso in tempo. Tra Cameron e Nina c'è un certo imbarazzo, dopo quello che c'è stato tra di loro. Rosen dice a Bill che tutta questa storia verrà insabbiata, nonostante lui abbia ucciso un uomo.

## Blind Spot
- Titolo originale: Blind Spot
- Diretto da: Michael Watkins
- Scritto da: Ira Steven Behr e Robert Hewitt Wolfe

### Trama
La squadra di Rosen ha catturato un membro della “Red Flag”. Bill mostra a Rosen la stanza speciale costruita apposta per l'uomo, ma Gary è convinto che non funzionerà. Rachel e Cameron arrivano col prigioniero, ma dall'ascensore esce anche qualcun altro. Rosen ne percepisce per qualche istante la presenza, ma non dice niente agli altri. Rosen fa fare una “TAC” al prigioniero. Cameron e Nina parlano della loro storia, che sembra essere un po' complicata, quando arriva Bill e si recano insieme da Rosen. Dalla “TAC” risulta che l'uomo è cieco, e sospettano che sia un alpha. Gary cerca il suo telefono, lo ritrova, ma è molto agitato. Indagano sull'uomo usufruendo del materiale che hanno prelevato da casa sua. Rachel avverte la strana presenza percepita in precedenza da Rosen. L'uomo, un certo Kern, si risveglia e Rosen lo vuole interrogare, credendolo un terrorista. Rosen gli lancia un bicchiere e, nonostante la cecità, riesce ad evitarlo. Ha la percezione dei pipistrelli. Anche Bill avverte la presenza. Cameron chiede a Rosen di non interferire tra lui e Nina, quando arriva Rachel che mostra loro un flacone di vitamine per donne in gravidanza, che contiene DNA attivo e una sostanza, il “Renestril”. Rachel avverte odore di sangue in corridoio, è il naso di Nina che sanguina. Rosen torna da Kern, che gli dice che ha un problema cardiaco. L'uomo dice a Rosen che entrambi perseguono lo stesso obiettivo, ovvero far convivere gli “alpha” e i normali in pace e armonia. Rachel avverte di nuovo la presenza, segue un battito quando si apre la porta dell'ascensore, entra e viene afferrata da qualcuno. Bill e Cameron vogliono trovare un sistema per far parlare Kern. Nina cerca Rachel, che è sparita. Gary trova un'anomalia nel sistema delle telecamere. Gary riesce a rintracciare una traccia di Rachel. Nina trova delle gocce di sangue. Rosen va da Kern, vuole sapere dov'è Rachel. Kern gli dice che sente otto differenti battiti cardiaci, ma Rosen gli replica dicendo che con lui sono solo in sette. Hanno un ospite indesiderato, e Kern si offre di aiutarli ma Rosen lo rifiuta. Il team non si fida di lui. Clay sta arrivando per portare Kern a Binghaton. Rosen ha una teoria, secondo lui c'è un alpha che riesce a riprodurre un punto cieco e a non essere visto, questa cosa si chiama “Propriocezione”. Riguardano i filmati, ma Cameron viene colpito. Bill e Gary cercano l'intruso, Gary si agita e Rosen cerca di calmarlo. Nina medica Cameron. Il telefono di Gary è sparito di nuovo, assieme alla pistola di Bill. Sentono degli spari provenire dalla stanza di Kern, ma l'uomo è incolume. la persona che cercano è Robin Griffin. Viene considerata dalla “Red Flag” una “variabile non autorizzata”, perché è una mercenaria che vende i suoi servigi al miglior offerente. Rosen rifiuta ancora l'aiuto di Kern. Rachel si trova all'interno di un condotto dell'aria. Rosen cerca di far tornare a Bill il suo potere, perso a causa di Jonas. Bill non riesce a recuperare la sua forza. Per stanarla imbrattano tutte le stanze per creare confusione, in modo che non possa creare punti morti. Avvertono la sua presenza nella stanza delle risonanze, ma è una trappola e, una volta entrati, li chiude dentro. Gary la trova, sta per fare del male al ragazzo quando arriva Rachel che la colpisce e la mette fuori combattimento. La donna vuole che Rosen le consegni Kern, e lo avverte che l'uomo sta utilizzando il suo potere per abbattere l'edificio in cui si trovano. Cameron ha ripreso a perdere sangue dalla ferita a causa delle vibrazioni provocate da Kern. L'edificio sta crollando. Kern si libera e va da Robin. Ci sono degli scoppi, il team si mette in salvo. Bill e Rachel restano a terra, ma sono vivi. Bill porta Rachel da Gary, poi va ad aiutare Nina e Cameron, dopodiché va da Rosen. Kern vuole sapere da Robin chi l'ha ingaggiata. La sta uccidendo quando arriva Bill che, sentendosi in pericolo, recupera la sua forza e raggiunge Kern, che sta avendo la meglio. Robin si libera e uccide Kern. Per sdebitarsi con Bill per averla salvata gli dà un nome: Stanton Parish, dopodiché se ne va con i dati della ricerca di Kern. Nina e Cameron decidono di portare avanti la loro relazione.
- Guest star: Brent Spiner (dott. Kern)

## The Unusual Suspects
- Titolo originale: The Unusual Suspects
- Diretto da: J. Miller Tobin
- Scritto da: Marc Bernardin

### Trama
Dopo una soffiata anonima, un alpha uccide tre persone usando il suo potere. Rosen va a prendere Gary, ma improvvisamente vengono attaccati da alcuni uomini vestiti di nero che li narcotizzano. Bill accusa un malore quando viene attaccato dagli stessi uomini che hanno catturato Rosen e Gary. Stessa sorte tocca a Rachel, Nina e Cameron, che si trovavano in ufficio. A loro insaputa, vengono portati a Binghaton e rinchiusi in stanze in cui non possono utilizzare i loro poteri. Rosen chiede a gran voce dov'è e una voce, quella di Nathan Clay, gli comunica dove si trovano e che vi rimarranno fino a quando si scoprirà chi è il traditore. Rosen scopre che la Sullivan sapeva ed era d'accordo con Clay. Scopre che tre scienziati sono stati uccisi a causa di una fuga di notizie. Cameron viene interrogato, ma un alpha in grado di riconoscere chi dice la verità o mente, lo scagiona, anche se Clay è convinto di un suo coinvolgimento con la “Red Flag” sotto ipnosi. È il turno di Nina, ma anche lei non è coinvolta. Gary è amico di Anna, questo è il motivo per cui è sospettato. Bill è di fronte a Nathan, e sta sulla difensiva e gli mente su alcune cose. Rachel, presa dall'ansia, parla di Nina, poi sente un battito, è quello di Eric, l'alpha che li sta analizzando, una loro vecchia conoscenza. Eric non sa dare una risposta a Nathan, secondo lui sono tutti innocenti e colpevoli. Nathan passa al piano “B” decidendo di metterli tutti insieme in una stanza. Cominciano a fare congetture su chi, tra di loro, potrebbe aver visionato i file. Bill vuole trovare una via d'uscita, e inizia ad alterarsi. Gary vuole andare a casa. Rosen finge un attacco di mal di schiena e il team si riunisce attorno al tavolo per scambiarsi un messaggio. Cray manda dei medici a visitare Rosen e il resto del team viene riportato nelle loro celle, ma Bill si scatena e, con Cameron, mettono ko le guardie e liberano gli altri, poi vanno a liberare Rosen. Grazie a Bill scappano da Binghaton. Un cecchino è pronto a far fuoco, ma Clay lo ferma, dicendo di voler cambiare tattica. Il team si rifugia in un magazzino e si barricano dentro. Tutti ammettono di aver visionati i file, tranne Cameron. Rachel vorrebbe che Nina usasse il suo potere, ma su di loro sarebbe inutile. Gary vorrebbe contattare Anna, ma Rosen glielo impedisce. Rosen dice di sapere chi è il traditore. Nathan e Eric li hanno rintracciati e li stanno raggiungendo. Il team vuole sapere chi è il traditore, ma Rosen non sa come gestire la cosa e spera che la persona in questione si faccia avanti confessando. Sanno che Clay sta arrivando e Rosen esorta ancore una volta il colpevole a farsi avanti perché hanno solo 20 minuti di tempo prima dell'arrivo di Clay. È un tutti contro tutti. Il tempo è scaduto, ma Rosen non lo sa, e non è stato Clay. È Cameron che riceve dei soldi da fonti anonime. Cameron colpisce Rosen. Bill interviene e i due cominciano a picchiarsi nonostante il resto del team li esorti a smetterla. Nel frattempo, Clay e la sua squadra sono arrivati. Rosen e Gary scappano a bordo dell'auto, ma Rachel si accorge che Rosen non è Rosen e che ha rapito Gary. Il vero Rosen è stato drogato e viene tenuto prigioniero. Il falso Rosen ordina che venga ucciso, ma riesce a liberarsi e a scappare. Intanto, Gary e il falso Rosen sono in ufficio per cancellare tutti i file, ma l'uomo comincia a sentirsi male. Gary si inserisce nel computer quando arriva il vero Rosen che dice a Gary di allontanarsi dall'uomo, un alpha in grado di cambiare i propri connotati, quando la faccia di quest'ultimo comincia a modificarsi. Rosen vuole visionare i file, quando arriva il team che incontra il falso Gary. Cameron lo cattura. Nathan chiarisce l'accaduto con Rosen. I file che l'alpha voleva cancellare erano molto importanti per la “Red Flag”. Clay comunica a Eric che presto lascerà Binghaton e che di tanto in tanto potrà lavorare con Rosen e il team. Rosen è molto risentito per come Clay ha trattato il team, ma l'uomo dice di non essere per niente pentito, ha fatto ciò che andava fatto. Eric ha una cotta per Rachel. Bill si sente male.

## Original Sin
- Titolo originale: Original Sin
- Diretto da: Nick Copus
- Scritto da: Zak Penn e Michael Karnow (soggetto); Ira Steven Behr, Robert Hewitt Wolfe, Zak Penn e Michael Karnow (sceneggiatura)

### Trama
Rachel sta seguendo Isaac, assieme al resto del team. Un uomo e una donna stanno scappando proprio da lui, perché convinto che abbiano qualcosa che gli appartiene. Isaac uccide l'uomo. Nina costringe la donna a seguirli, ma riesce a resisterle e a fuggire. Si tratta di Dany, la figlia di Rosen, una ragazza alpha in grado i far provare alle persone ciò che vuole. Il team ha perso Isaac, ma continuano a cercarlo. Gary e Bill sono in ufficio a causa dell'infarto che ha avuto il secondo, che vuole indagare su Stanton Parish, e vuole che Gary controlli nel computer remoto di Rosen, il quale trova sua figlia e vorrebbe che andasse con lui, ma lei non vuole, quando vengono raggiunti da Isaac, che li sta uccidendo, ma Cameron arriva in tempo, gli spara e lo uccide, senza farsi vedere. Dany è nell'ufficio del padre. Il rapporto tra i due è un po' complicato. Rosen vuole saper perché Isaac la voleva uccidere. Nel frattempo arriva la Sullivan che dice a Rosen che il tempo passa e hanno una scadenza, devono assolutamente sapere perché i leader della “Red Flag” stanno scomparendo. Gary va da Bill per dirgli che ha scoperto che Stanton Parish era una scienziato che si occupava di soggetti alpha prima ancora di loro, e che è stato ucciso. Per i membri della “Red Flag” è una figura importante, soprattutto per i libri che ha scritto su di loro. Dany è nei guai, ma non vuole collaborare, ma alla fine, consegna al padre una collana apparentemente senza valore che aveva rubato ad un tizio per strada. Gary va a trovare Anna e le parla di Stanton Parish. La ragazza gli dice che è un uomo pericoloso, al che, Gary le dice che è morto trent'anni fa. Anna lo fa andar via. Rosen e Dany continuano a discutere del passato. Bill comunica a Rosen che lui e Gary hanno trovato qualcosa. Gary dice a Rosen che Anna gli ha detto che Stanton Parish è ancora vivo perché è un alpha che non invecchia mai. Volevano cancellare i file per tenerlo nascosto. Rachel scopre che la collana è fatta di silicio e che contiene un sacco di file. I dati sono cifrati, ma Gary riesce a decifrarli. Sono delle coordinate. Ora hanno un luogo e l'ora. Il motto creato da Stanton Parish, organizzatore della riunione della “Red Fag” è: “Noi non siamo il problema, noi siamo la soluzione”. La squadra si prepara ad affrontare la “Red Flag” al gran completo. Dany vuole parlare col padre, che si scusa con la figlia per aver sfruttato i suoi poteri per aiutare la madre. Gary si sta preparando col resto del team e arrivano nel luogo della riunione. C'è Anna accompagnata da due gorilla. Gary vorrebbe entrare per parlare con lei, ma Rosen glielo impedisce e lo tranquillizza. Il team è pronto per entrare in azione, ma Stanton Parish non c'è. Tramite un'intercettazione ambientale, sentono dei membri della “Red Flag” che dicono che è giunto il momento di uscire allo scoperto. La Sullivan vuole entrare in azione, ma Rosen sente puzza di imbroglio da parte di Parish, che ha organizzato tutto apposta. Ma la donna non sente ragioni e dà il via all'operazione. L'FBI è dentro l'edificio in posizione. Sparano i lacrimogeni ed è il caos. Gary scappa dal team e si dirige verso l'edificio in cerca di Anna. Bill e Cameron sono dentro. Cameron viene steso. Gary è inseguito da un alpha che lo sta uccidendo, ma Nina lo salva. La Sullivan autorizza ad aprire il fuoco. Bill viene colpito, ma fortunatamente ha il giubbetto antiproiettile. Gary cerca Anna e la trova, ma la ragazza è morta, le hanno sparato alla testa. Gary, in preda alla disperazione, picchia un agente che lo sta per uccidere, ma l'intervento di Rosen lo salva. Parecchie persone sono morte, e il team discute su quanto accaduto. La Sullivan e Rosen parlano a proposito del punto messo a segno da Stanton Parish. Ma la Sullivan non se ne preoccupa, è felice di avere decimato tre quarti della “Red Flag” e comunica a Rosen l'invito rivoltogli dalla commissione di presentarsi a Washington. Rosen cena con la figlia e le chiede di usare il suo potere su di lui. La cosa risulta essere molto intensa per entrambi. Stanton Parish si presenta a casa di Rosen da solo e gli dice di voler continuare a lavorare nell'oscurità. E prosegue dicendo che il futuro appartiene agli alpha. Stanton Parish dice a Rosen che è ad un passo dalla verità, e che lui potrebbe dargli le risposte che cerca a proposito del cervello, ma in cambio vuole la sua collaborazione. Il team saluta Rosen che sta partendo per Washington per parlare al congresso di soggetti alpha, della Red Flag” e di Stanton Parish. Il governo è pronto ad appoggiarlo, ma dice che Binghaton non è la soluzione al problema, ma anzi, è il problema stesso. E dichiara alla nazione intera che gli alpha esistono, creando il caos. La figlia di Rosen è in combutta con Stanton Parish. Rosen viene preso in consegna dalla sicurezza e portato via. Le comunicazioni si interrompono.